# Le Mesnil-Tôve
Le Mesnil-Tôve är en kommun i departementet Manche i regionen Normandie i norra Frankrike. Kommunen ligger i kantonen Juvigny-le-Tertre som tillhör arrondissementet Avranches. År 2018 hade Le Mesnil-Tôve 234 invånare.

## Befolkningsutveckling
Antalet invånare i kommunen Le Mesnil-Tôve
| Referens: INSEE |